# John Denny
John Allen Denny (Prescott, Arizona, 8 de noviembre de 1952), más conocido como John Denny, es un exjugador profesional estadounidense de béisbol que se desempeñó en la posición de lanzador en las Grandes Ligas de Béisbol (MLB). Logró obtener el Premio Cy Young.

## Carrera
Denny jugó como profesional seis temporadas en St. Louis Cardinals (1974-1979), después pasó a Cleveland Indians (1980-1982), luego a Philadelphia Phillies (1982-1985), posteriormente a Cincinnati Reds, donde jugó una temporada (1986), y fue el equipo en el que se retiró.

## Premios
Fue galardonado con el Premio Cy Young en una oportunidad (1983).